# Tourountaïevo (Bouriatie)
Tourountaïevo (en russe : Турунта́ево, en bouriate : Турантай, Turantai) est un village, centre administratif de la commune rurale de Tourountaïevo et du raïon Baïkalien de Bouriatie, en Russie. Sa population s'élevait à 5 628 habitants au recensement de 2021.

## Géographie
Le village de Tourountaïevo se situe en Bouriatie, une république de Russie située en Transbaïkalie, région de Sibérie orientale à l'est du lac Baïkal. Il fait partie du district fédéral extrême-oriental. Centre administratif du raïon Baïkalien, un raïon de la république, il est aussi le centre administratif du l'établissement rural de Tourountaïevo, une municipalité du raïon,.   
Le fuseau horaire du village est MSK+5 (heure d'Irkoutsk). Le décalage horaire appliqué par rapport au temps universel coordonné est +09:00.  

## Histoire

### Tsarat et Empire russe
Un ostrog a été fondé dans la deuxième moitié du XVIIe siècle par des Cosaques de Sibérie, le fort de l'Itantsa (Itantski ostrog). Ensuite, des villages se sont constitués autour de l'ostrog et de la rivière. Vers la fin du XVIIIe siècle les villages fusionnèrent en un, Tourountaïevo. Ils fusionnèrent car une église, celle du Sauveur, commença à être construite, en 1791, et sa construction s'étala sur plus de 30 ans. 
Au début du XIXe siècle des colons Juifs s'installèrent dans le village, qui étaient des marchands qui établirent des tavernes et boutiques. Une petite synagogue fut construite. Au cours du siècle Tourountaïevo devint un petit village de marchands, hébergeant un domaine de riches marchands, une fonderie, une administration de volost et une bibliothèque. Le village fut aussi le lieu d'exil de personnalités par l'Empire russe.

### Période soviétique
Peu après la révolution d'Octobre en 1917 fut élu dans le village un conseil révolutionnaire, établissant alors le pouvoir soviétique de manière pacifique. Mais la période bolchevique fut de courte durée, l'intervention en Sibérie faisant tomber les pouvoirs soviétiques au cours de l'été 1918. Des habitants du village se sont par la suite engagés du côté des Gardes rouges, mais Tourountaïevo resta à l'écart des combats.  En 1928, une commune est organisée dans le village pour la réalisation collective des travaux. En 1932 est créé une ferme collective. 
Lors de la Seconde Guerre mondiale, 242 habitants du villages ont été engagés, desquels 65 habitants sont morts sur les fronts. La période d'après-guerre permet l'essor du village, avec la constructions de nombreuses maisons et des services. Dès 1943 une imprimerie régionale est ouverte, et en 1947 une ferme collective est implémentée. En 1954 ouvre un nouvel hôpital.

## Démographie
Recensements (*) et estimations de la population:
| 1959* | 1970* | 1979* | 1989* |
| ----- | ----- | ----- | ----- |
| 1 753 | 3 363 | 4 583 | 6 386 |

| 2002 * | 2010* | 2021* | - |
| ------ | ----- | ----- | - |
| 6 241  | 5 901 | 5 628 | - |

## Transports
Le village se trouve sur la route de Bargouzine (ex route R348), qui relie Oulan-Oudé et la route fédérale R258 à Bargouzine en longeant une partie de la côte orientale du Baïkal.

## Culture locale et patrimoine

### Lieux et monuments

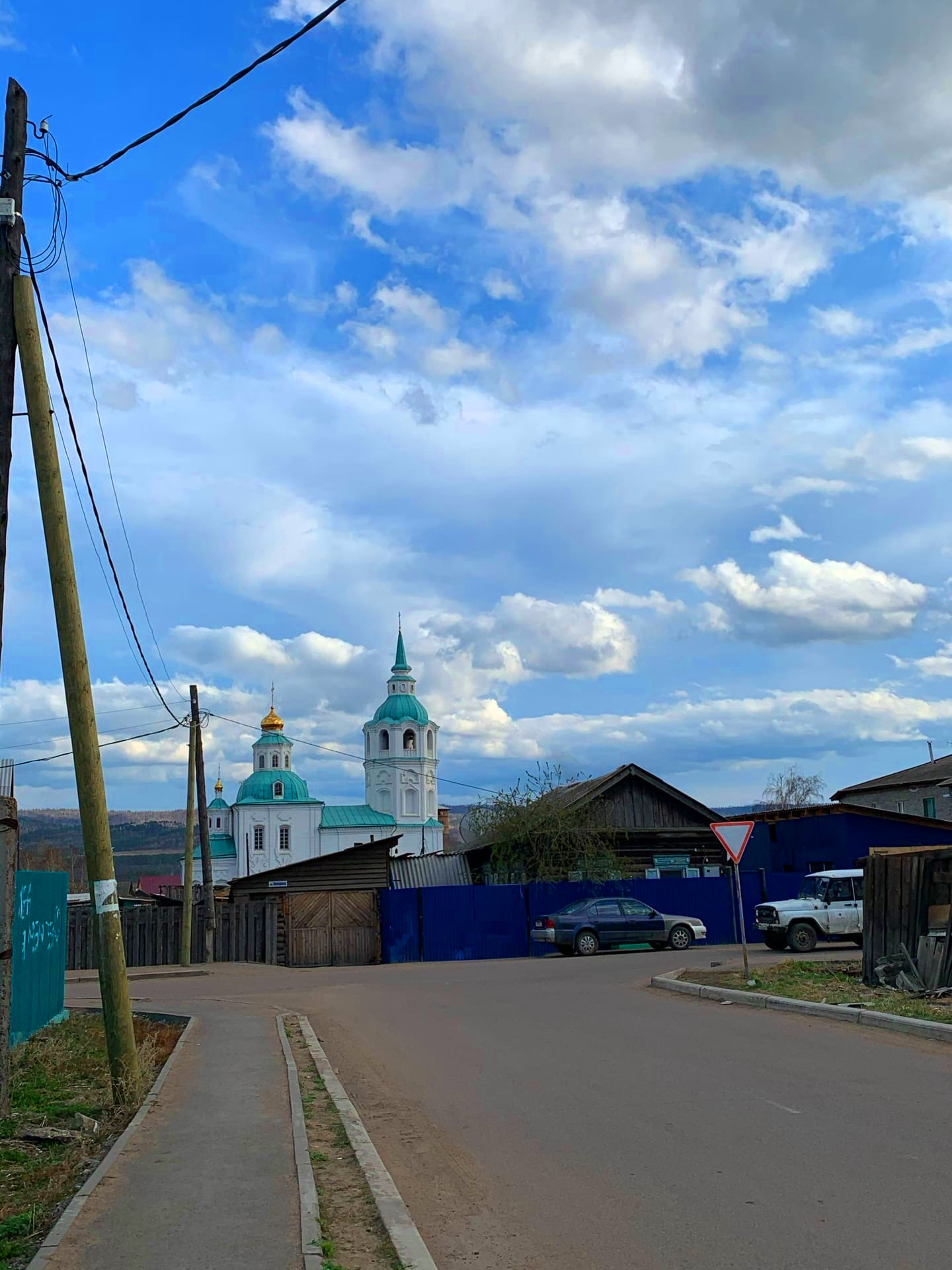
L'église depuis une des rues du village.

L'église du Sauveur est le principal monument du village, classé comme objet patrimonial culturel d'importance régionale en 1971 sous le no 041410019290005. Elle est construite dans le style baroque de Sibérie. Une première église en bois de 1706 construite dans l'ostrog était à la fin de ce siècle tombée en ruine, et le .  Consistoire spirituel d'Irkoutsk décida alors en 1787 d'en construire une nouvelle. Sa construction commença en 1791 et se termina en 1818, puis fut rénovée en 1829 et 1913. Elle est fermée en 1927 par le comité exécutif du village, et elle est partiellement détruite et pillée le 18 mars 1939. Dès cette année là elle est utilisée par le NKVD avant d'être reconverti en entrepôt, puis d'être laissé à l'abandon dans l'après-guerre. En 1991, le comité exécutif du raïon approuve un programme visant à restaurer les monuments historiques et culturels de Baïkalie. L'église est renduée à la communauté orthodoxe en 1995, et elle est réouverte en 1999. Des travaux de restaurationt ont commencé en 2000.

### Archéologie
Plusieurs sites archéologies se situent dans les environs directs de Tourountaïevo. Des peintures rupestres se trouvent à 500 m au nord du centre du village, le long de la route vers Karymsk, sur le côté gauche d'une grotte et à l'entrée de celle-ci. Ces pétroglyphes sont réalisés en ocre rouge et datent de l'âge du Bronze et de l'âe de fer. Ils représentent des oiseaux et des figures homaines. Dans la grotte a aussi été retrouvé des restes de charbons, des os, des fragements de vases et deux grattoirs.  De plus à un kilomètre du nord de la ville se trouve une tomnbe carrelée (culture des tombes carrelées) de la même époque. Enfin à deux kilomètres de la ville ont été découvert en 1963 sur la rive droite de la rivière Itansa des restes de céramiques et de tissus.

### Lieu d'exil
Au milieu du XIXe siècle Tourountaïevo servit de lieu d'exil, le plus célèbre ayant été Evgueni Obolenski, militaire russe décabriste qui purgea une partie de sa peine ici entre 1839 et 1841. Plusieurs membres de l'organisation terroriste Narodnaïa Volia y furent exilés, dont Catherine Brechkovski, surnommée la « grand-mère de la révolution ».